# Martin Cooper
Martin Cooper (født 26. december 1928) er manden, der opfandt den første mobiltelefon i 1973. Han arbejdede for Motorola.